# Joseph Roffo
Joseph Roffo (n. 21 ianuarie 1879, Paris, Île-de-France, Franța – d. 5 februarie 1933, Paris, Île-de-France, Franța) a fost un jucător de rugby în XV ce a reprezentat Franța, medaliat olimpic. A participat la o ediție a Jocurilor Olimpice (1900) în care a câștigat o medalie de argint.

## Participări
Lista de mai jos prezintă principalele competiții la care a participat Joseph Roffo de-a lungul carierei.
- tug of war at the 1900 Summer Olympics – men's event[*][4]